# Ronjpelana krombeini
Ronjpelana krombeini är en insektsart som beskrevs av Young 1986. Ronjpelana krombeini ingår i släktet Ronjpelana och familjen dvärgstritar. Inga underarter finns listade i Catalogue of Life.